# Joachim Treusch

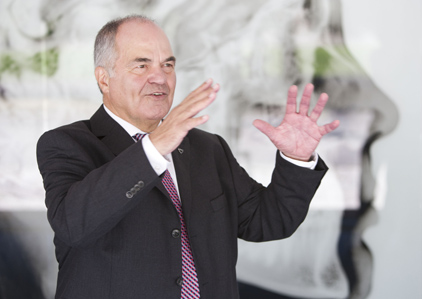
Joachim Treusch

Joachim Treusch (* 2. Oktober 1940 in Dortmund) ist ein deutscher Physiker und Wissenschaftsmanager. Bis 31. Dezember 2012 übte er das Amt des Präsidenten an der Jacobs University Bremen aus.

## Biographie
Treusch studierte Physik an der Universität Marburg und an der TU Berlin. 1965 wurde er in Marburg mit einer Arbeit über die Bandstruktur des Tellur promoviert. 1969 habilitierte er sich, ebenfalls in Marburg. 1970 wurde er mit 29 Jahren Professor an der Universität Frankfurt/Main. Von 1971 bis 1987 war er Ordentlicher Professor für Theoretische Physik an der Technischen Universität Dortmund. Von 1984 bis 1986 amtierte er als Präsident der Deutschen Physikalischen Gesellschaft. Anschließend arbeitete er am Forschungszentrum Jülich. Von 1990 bis 2006 war er dessen Vorsitzender des Vorstandes. 1995 bis 1996 war er Vorsitzender der Gesellschaft Deutscher Naturforscher und Ärzte.
Von Juli 2006 (offizielle Amtseinführung 6. Oktober 2006) bis Dezember 2012 war er Präsident der Jacobs University Bremen. Treusch gelang es, vor seiner Amtseinführung Klaus J. Jacobs als Hauptgeldgeber für seine Universitätskonzeption zu gewinnen. Jacobs sagte 15 Mio. € pro Jahr von der Jacobs Stiftung für die nächsten fünf Jahre zu. Im Gegenzug erhielt die Jacobs-Foundation die Zwei-Drittel-Mehrheit der Gesellschafteranteile. Zunächst war geplant, dass die Jacobs-Foundation 2011 weitere 125 Mio. € zu spendet, falls das Einwerben von Zuschüssen für spezielle Projekte entsprechend erfolgreich wäre. Da sich das Finanzierungskonzept jedoch nicht im geplanten Zeitrahmen verwirklichen ließ, sagte die Jacobs Foundation im Oktober 2012 eine weitere finanzielle Unterstützung über den ursprünglich zugesagten Rahmen von 200 Mio. Euro hinaus zu und sorgte damit für die Sicherung der Jacobs University. Auch die Stadt Bremen entschloss sich im August 2013 auf Basis eines im Herbst 2012 erarbeiteten 14-Punkte-Plans für eine weitere begrenzte finanzielle Unterstützung der Privatuniversität. An der Jacobs University hat Treusch 2010 die Forschung fachübergreifend organisiert: Die Wissenschaftler arbeiten in interdisziplinären Forschungsgruppen.
Treusch ist Mitglied der Deutschen Akademie der Technikwissenschaften (Acatech) sowie der Berlin-Brandenburgischen Akademie der Wissenschaften und der Nordrhein-Westfälischen Akademie der Wissenschaften und der Künste. Seit 1993 ist er Vertreter der DPG im Vorstand und seit 2012 ist er der Vorsitzende des Vorstands der Wilhelm und Else Heraeus-Stiftung.

## Auszeichnungen
- 2022: Alexander-von-Humboldt-Medaille der Gesellschaft Deutscher Naturforscher und Ärzte[9]
- 2010: Lorenz-Oken-Medaille[10]
- 2007 Arthur-Burkhardt-Preis der Arthur Burkhardt-Stiftung für Wissenschaftsförderung
- 2005 Ehrenprofessuren der Shanghai Jiao Tong Universität und der Tongji-Universität Shanghai
- 2004 Dr. rer. nat. h. c. der Jagellonischen Universität Krakau
- 2003 Ritter der französischen Ehrenlegion
- 1998 Dr. rer. nat. h. c. der RWTH Aachen
- 1997 Bundesverdienstkreuz 1. Klasse

## Werke (Auswahl)
- Visionen eines Naturwissenschaftlers für das neue Jahrhundert. Herausforderung für Eltern, Schüler, Lehrer und Bildungspolitiker. Adamas Verlag, Köln 2000
- Hochschulstandort Deutschland. Sind die deutschen Hochschulen international wettbewerbsfähig? Stifterverband für die Deutsche Wissenschaft, Essen 1997
- Untersuchung der Bandstruktur des Tellurs mit Hilfe der Kohn-Rostoker-Methode. Dissertation, Universität Marburg 1965, 89 S. mit Abb.